# Liste des thèmes des conférences de Carême catholiques
 (juillet 2021).
La mise en forme du texte ne suit pas les recommandations de Wikipédia : il faut le « wikifier ».
Les points d'amélioration suivants sont les cas les plus fréquents :
- Les titres sont pré-formatés par le logiciel. Ils ne sont ni en capitales, ni en gras.
- Le texte ne doit pas être écrit en capitales (les noms de famille non plus), ni en gras, ni en italique, ni en « petit »…
- Le gras n'est utilisé que pour surligner le titre de l'article dans l'introduction, une seule fois.
- L'italique est rarement utilisé : mots en langue étrangère, titres d'œuvres, noms de bateaux, etc.
- Les citations ne sont pas en italique mais en corps de texte normal. Elles sont entourées par des guillemets français : « et ».
- Les listes à puces sont à éviter, des paragraphes rédigés étant largement préférés. Les tableaux sont à réserver à la présentation de données structurées (résultats, etc.).
- Les appels de note de bas de page (petits chiffres en exposant, introduits par l'outil «  Source ») sont à placer entre la fin de phrase et le point final[comme ça].
- Les liens internes (vers d'autres articles de Wikipédia) sont à choisir avec parcimonie. Créez des liens vers des articles approfondissant le sujet. Les termes génériques sans rapport avec le sujet sont à éviter, ainsi que les répétitions de liens vers un même terme.
- Les liens externes sont à placer uniquement dans une section « Liens externes », à la fin de l'article. Ces liens sont à choisir avec parcimonie suivant les règles définies. Si un lien sert de source à l'article, son insertion dans le texte est à faire par les notes de bas de page.
- La présentation des références doit suivre les conventions bibliographiques. Il est recommandé d'utiliser les modèles {{Ouvrage}}, {{Chapitre}}, {{Article}}, {{Lien web}} et/ou {{Bibliographie}}. Le mode d'édition visuel peut mettre en forme automatiquement les références.
- Insérer une infobox (cadre d'informations à droite) n'est pas obligatoire pour parachever la mise en page.

Pour une aide détaillée, merci de consulter Aide:Wikification.
Si vous pensez que ces points ont été résolus, vous pouvez retirer ce bandeau et améliorer la mise en forme d'un autre article.
Depuis 1835, des Conférences de carême sont données à Notre-Dame de Paris.

## Thèmes des conférences

### 1834

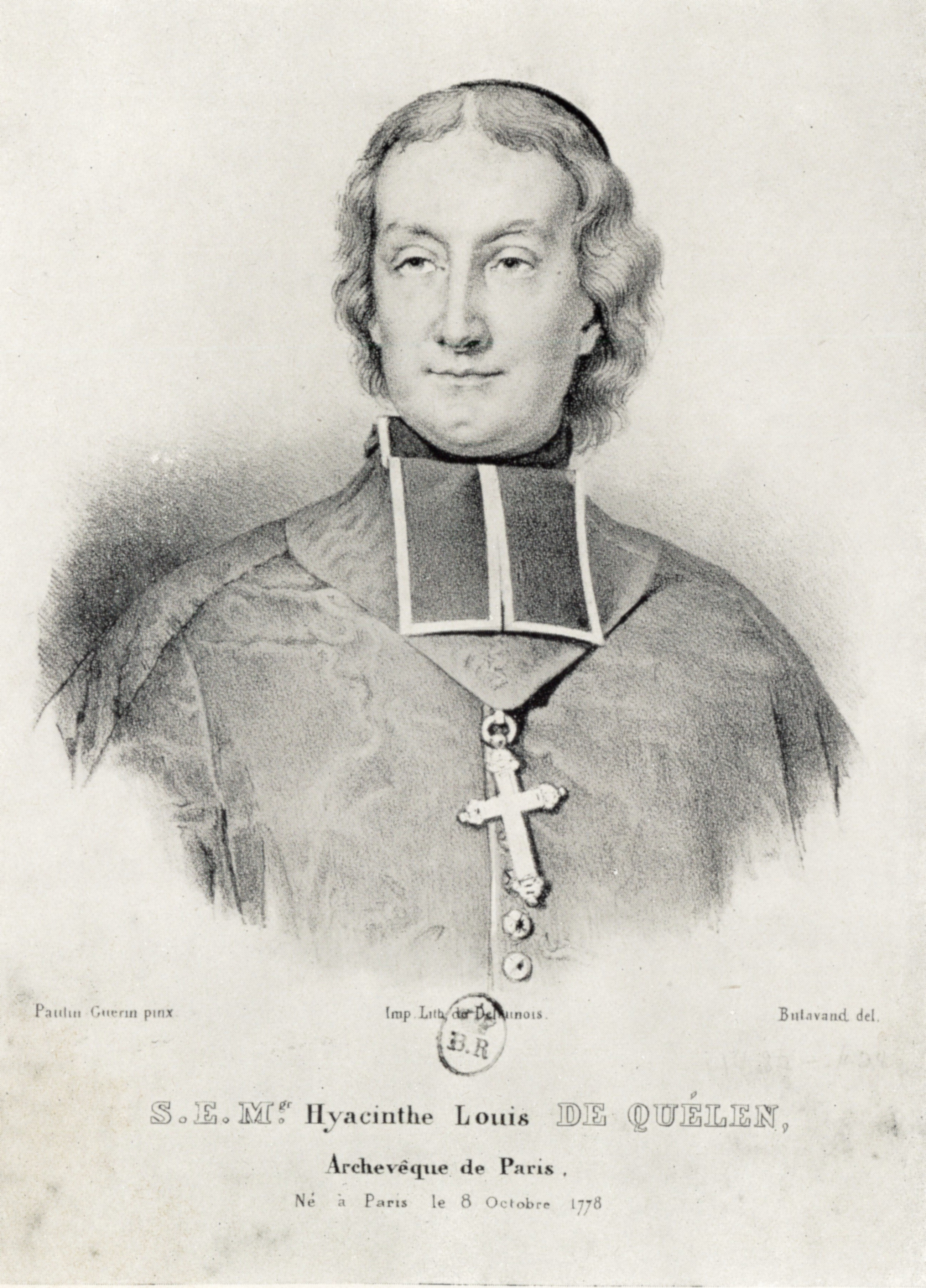
Mgr Hyacinthe Louis de Quélen (1778-1839), archevêque de Paris

- 16 février : Présentation de Mgr Hyacinthe-Louis de Quélen[1]
- 23 février : Jésus-Christ, lumière et docteur du monde par l'abbé Félix Dupanloup[2]
- 2 mars : Jésus-Christ, l’unique précepteur du monde par l'abbé Pététot[3]
- 9 mars : Les miracles de Jésus-Christ par l'abbé Jammes[4]
- 16 mars : Jésus-Christ, règle et modèle du monde par l'abbé Annat[5]
- 23 mars, dimanche des Rameaux : Jésus-Christ, victime du monde par l'abbé Veyssière[6]
- 31 mars, lundi de Pâques : Jésus-Christ, vainqueur du monde dans sa résurrection par l'abbé Dassance[7]
- 6 avril, dimanche de Quasimodo : Jésus-Christ, unique législateur du monde par l'abbé Thibault[8]

### Henri-Dominique Lacordaire

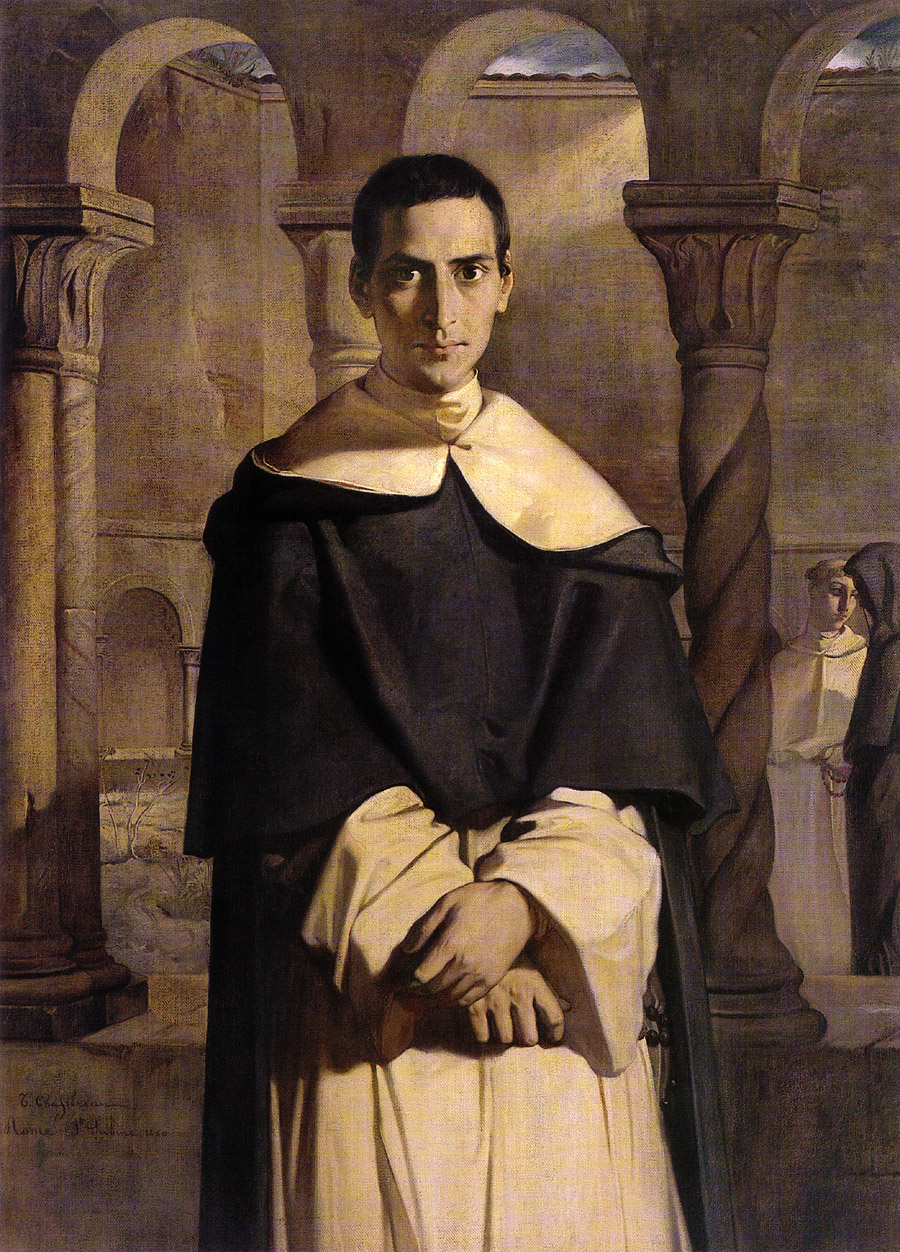
Henri-Dominique Lacordaire

En 1835 et 1836, les conférences de carême ont été données par Henri Lacordaire.

#### 1835[9]
- 8 mars, De la nécessité d'une Église enseignante, et de son caractère distinctif
- 15 mars, De la constitution de l’Église
- 22 mars, De l'autorité morale et infaillible de l’Église
- 29 mars, De l'établissement sur la terre du chef de l’Église
- 5 avril, De l'enseignement et du salut du genre humain avant l'établissement définitif de l’Église
- 12 avril, Des rapports de l’Église avec l'ordre temporel
- 16 avril, Jeudi saint, Conférence sur l’Eucharistie
- 26 avril, De la puissance coercitive de l’Église

#### 1836[10]
- 21 février, De la doctrine de l’Église en général; de sa matière et de sa forme.
- 28 février, De la Tradition.
- 6 mars, De l’Écriture.
- 13 mars, De la raison.
- 20 mars, Le monde surnaturel et invisible, type du monde inférieur.
- 27 mars, De la foi.
- 10 avril, Des moyens d'acquérir la foi.

### Xavier de Ravignan
De 1837 à 1846, le père Xavier de Ravignan donne les Conférences de carême à Notre-Dame de Paris.

#### 1837[11]
Thème général : La lutte religieuse.
- 12 février, L’État des esprits.
- 19 février, La lutte païenne ou l'Erreur avant Jésus Christ.
- 26 février, La lutte mosaïque ou la Vérité avant Jésus-Christ.
- 5 mars, La lutte évangélique ou l’Établissement du christianisme.
- 12 mars, La lutte philosophique ou le sophisme et le martyre.
- 19 mars, La lutte hérétique ou l'hérésie et l'unité.
- 2 avril, Quasimodo, La conciliation ou la notion vraie du christianisme.

#### 1838[12]
Thème général : Les vérités générales.
- 4 mars, La notion de Dieu.
- 11 mars, Le naturalisme et l'action divine.
- 18 mars, Le fatalisme.
- 25 mars, La liberté de l'homme.
- 1er avril, Le lien religieux.
- 8 avril, Sur l’immortalité de l’âme.
- 22 avril, Les caractères de l’enseignement religieux.

#### 1839[13]
Thème général : Le fait divin de Jésus-Christ
- 17 février, Les préjugés illégitimes.
- 24 février, La possession historique du fait divin.
- 3 mars, Le christianisme historique.
- 10 mars, Le miracle historique.
- 17 mars, Le caractère de Jésus-Christ.
- 24 mars, La doctrine de Jésus-Christ.
- 28 mars, Jeudi Saint, Nous prêchons un Messie crucifié[note 1].
- 7 avril, Les caractères distinctifs de divinité en Jésus-Christ.

#### 1840[14]
- 8 mars, Les droits de Dieu.
- 15 mars, La philosophie de la foi.
- 22 mars, Le christianisme raisonnable.
- 29 mars, L'efficacité de la foi.
- 4 avril, Les types du christianisme.
- 12 avril, Les garanties de la foi.
- 26 avril, Quasimodo, La raison de l’Église.

#### 1841[15]
- 28 février, Le Christianisme, c’est l’Église, ou existence du Christianisme.
- 7 mars, L’Église est le Christianisme ou institution divine de l’Église ou « Les preuves irréfragables de la divinité du Christianisme sont les preuves irréfragables de la divinité de l’Église ».
- 14 mars, L’autorité souveraine de l’Église.
- 21 mars, L’infaillibilité de l’Église.
- 28 mars, Le centre d’unité ou la Papauté.
- 4 avril, Les motifs d’admettre l’autorité de l’Église.
- 18 avril, Hors de l’Église, point de salut, ou l’obligation d’être membre de l’Église.

#### 1842[16]
- 13 février, Le besoin de la foi ou l’état des esprits.
- 20 février, La nature de la foi.
- 27 février, La certitude de la foi.
- 6 mars, L’obscurité de la foi.
- 13 mars, La Trinité divine.
- 20 mars, L’Incarnation du Verbe.
- 2 avril, La Rédemption de Jésus-Christ.

#### 1843[17]
- 5 mars, La notion du surnaturel.
- 12 mars, La destination surnaturelle.
- 19 mars, Économie de l’ordre surnaturel ou plan du Christianisme.
- 26 mars, Le péché originel.
- 2 avril, La grâce réparatrice.
- 9 avril, La dispensation de la grâce.

#### 1844[18]
- 25 février, Les droits de la raison.
- 3 mars, Les devoirs de la raison.
- 10 mars, La philosophie en présence de l’autorité catholique.
- 17 mars,  Autorité catholique.
- 24 mars, Le catholique ou la vie soumise à l’Église.
- 31 mars, Religion du cœur (ou les préjugés légitimes).

#### 1845[19]
L’orateur reprend ses conférences de 1837, sous le titre L’esprit de la lutte.
- 9 février, La lutte païenne.
- 16 février, La lutte mosaïque ou conservation de la vérité avant Jésus-Christ.
- 23 février, La lutte apostolique, ou l’établissement du Christianisme.
- 2 mars, La lutte philosophique.
- 9 mars, L’hérésie et l’unité catholique.
- 16 mars, L’esprit de la lutte, peur et courage.
- 30 mars, La conciliation, ou ce qu’est le catholicisme.

#### 1846[21]
- 1er mars, L’immortalité, sanction de la liberté.
- 8 mars, La présence du mal moral ici-bas ou la permission du péché.
- 15 mars, L’éternité des peines.
- 22 mars, La prière.
- 29 mars, Le sacrement de Pénitence.
- 5 avril, L’Eucharistie.
- 19 avril, La religion pratique.

#### Conférences préparées pour 1947[22]
Les six conférences sont inédites : « Elles avaient été composé dans l'été de 1846 pour être prêchée pendant le carême suivant; mais une maladie grave réduisit au silence le grand orateur. »
- Dieu législateur.
- Le sacrifice du dimanche.
- Le repos du dimanche.
- L'autorité paternelle.
- La charité.
- La chasteté.

### Claude Pantier

#### 1847[23]
- 21 février, Défense de la Religion contre la philosophie moderne.
- 28 février, Erreurs de la philosophie actuelle sur l’origine de la religion en général, la religion en général est-elle le résultat d’un progrès humanitaire ?
- 7 mars, Erreur de la philosophie actuelle sur l’origine du catholicisme en particulier, le catholicisme, comme doctrine, est-il un épanouissement de la philosophie païenne, et comme Église, une copie de l’organisation romaine ?
- 14 mars, Erreur de la philosophie actuelle sur la substance de la religion, les dogmes en général, et ceux du catholicisme en particulier, ne sont-ils qu’un symbolisme poétique ?
- 21 mars, Erreur de la philosophie actuelle sur la constitution de la religion, la morale peut-elle se séparer du dogme ?
- 28 mars, Erreur de la philosophie actuelle sur les droits de la raison en matière de religion. 1° Droit de spéculation. 2° Droit d’intelligence. 3° Droit de discussion.
- 11 avril, Erreur de la philosophie actuelle sur la dignité de la religion. La philosophie est-elle supérieure à la Religion ?

### Henri Lacordaire

#### 1848[24]
- 27 février, De l’existence de Dieu.
- 5 mars, De la vie intime de Dieu.
- 12 mars, De la création du monde par Dieu.
- 19 mars, Du plan général de la création.
- 26 mars, De l’homme en tant qu’être intelligent.
- 2 avril, De l’homme en tant qu’être moral.
- 9 avril, De l’homme en tant qu’être social.
- 16 avril, Du double travail de l’homme.

#### 1849
Thème général : Du commerce de l’homme avec Dieu.
- 25 février, Du commerce surnaturel de l’homme avec Dieu.
- 4 mars, De deux objections contre le commerce surnaturel de l’homme avec Dieu.
- 11 mars, De la nécessité du commerce surnaturel de l’homme avec Dieu.
- 18 mars, De la prophétie.
- 25 mars, Du mystère en tant qu’objet de la prophétie.
- 1er avril, De l’acte humain correspondant à la prophétie.
- 15 avril, Du sacrement.

#### 1850
Thème général : De la chute et de la réparation de l’homme.
- 17 février, Du concours de la nature et de la grâce dans l’homme primitif.
- 24 février, De l’épreuve.
- 3 mars, De la tentation.
- 10 mars, De la chute.
- 17 mars, Des signes de la chute dans l’humanité.
- 24 mars, De la transmission de la chute à l’humanité.
- 7 avril, De la réparation.

#### 1851
Thème général : De l’économie providentielle de la réparation.
- 9 mars, De la réalité du gouvernement divin.
- 16 mars, De lois fondamentales du gouvernement divin.
- 23 mars, De la distribution des grâces aux âmes dans le gouvernement divin.
- 30 mars, De la distribution des grâces à l’humanité dans le gouvernement divin.
- 6 avril, Des résultats du gouvernement divin.
- 13 avril, De la sanction du gouvernement divin.
- 27 avril, De l’incorporation du Fils de Dieu à l’humanité, et de l’homme au Fils de Dieu.

### 1852
Lacordaire refusa de prêcher le carême 1852 à cause du coup d’état du 2 décembre 1851. Il avait préparé la conclusion de son cycle par une prédication sur « la gloire éternelle ».
Le Père de Ravignan prêcha seulement une retraite pascale, car la maladie l’empêcha de prêcher le carême.